# Illecito civile extracontrattuale
In diritto l'illecito civile extracontrattuale (o illecito aquiliano, dalla Lex Aquilia) è l'illecito civile consistente nella violazione di un dovere, che non si configura come inadempimento di un obbligo del danneggiante nei confronti del danneggiato.
In certi ordinamenti di civil law (ad esempio, Francia e Spagna) gli illeciti civili extracontrattuali vengono distinti in delitti e quasi delitti; in altri tale distinzione non è stata accolta o mantenuta e si parla di fatti illeciti (così in Italia) o atti illeciti (così in Germania e Svizzera) anche se, a rigore, qualsiasi illecito, compresi quelli penali, può essere considerato fatto e, al di fuori dei casi di responsabilità oggettiva, atto illecito.

## Ordinamento italiano

### Definizione
L'art. 2043 del codice civile fonda l'obbligo, per chiunque abbia provocato col proprio fatto illecito, colposo o doloso, un danno ingiusto a risarcire il danneggiato.
Di regola si individua quindi nel fatto illecito un elemento soggettivo, che consiste nella volontarietà o meno dell'azione (o condotta), e uno oggettivo.
L'art. 2043 è anche meglio conosciuto come "illecito civile" ed è direttamente collegato con altri articoli del codice civile quali 1223 (risarcimento del danno) e 2056 (valutazione del danno ingiusto).

### Elemento soggettivo
Si avrà un fatto doloso quando il danno è voluto, come effetto della propria azione, o comunque si accetta l'eventualità che si verifichino conseguenze dannose, anche se non sono l'obiettivo primario dell'atto (dolo eventuale, ad es. si fa scoppiare una bomba sotto un monumento di notte, sapendo che è possibile che qualcuno passi nelle vicinanze, ma volendo prima di tutto danneggiare il monumento).
Il fatto è colposo quando deriva da una negligenza, imprudenza o imperizia (es. guidando la vettura per distrazione, o perché non si conosce la tecnica di guida) o per inosservanza di leggi, regolamenti, usi o discipline.

### Elemento oggettivo
Si compone di comportamento ingiusto, evento dannoso e nesso di causalità.

#### Comportamento ingiusto
È l'azione umana illecita cioè contraria a norme dell'ordinamento giuridico. L'atto illecito è atipico, nel senso che ogni violazione di una norma imperativa, che non può essere derogata, che procuri un danno ad altri, va risarcita (principio del neminem laedere) tramite l'applicazione degli artt 1223 e 2056.

#### Evento dannoso
È il pregiudizio subito dal soggetto diverso da quello che ha tenuto la condotta. Può essere un danno economico, sotto le specie di danno emergente (spese sostenute in conseguenza del danno) e lucro cessante (mancato guadagno, che il danneggiato avrebbe ottenuto con sicurezza o buona probabilità, se non si fosse verificato il fatto dannoso), oppure danno non economico. La giurisprudenza più recente comprende in questa voce anche il danno biologico e quello esistenziale, di regola ritenuti un'unica voce di danno, come lesione dell'integrità psicofisica e delle abitudini di vita del danneggiato. Viene risarcito con valutazione equitativa dal giudice.
L'art. 2059 c.c. prevede che il danno non patrimoniale sia risarcito solo nei casi previsti dalla legge; la norma viene interpretata nel senso di riconoscere il danno morale (patimenti, sofferenze) solo quando il fatto illecito civile è anche punibile come reato, ma è aperta la discussione circa la differenza tra danno morale e danno esistenziale o biologico.
Si parla di evento dannoso come danno ingiusto, cioè provocato non iure, perché esistono danni provocati secondo diritto, com'è il danno patito dal proprietario il cui terreno sia legittimamente espropriato dalla pubblica amministrazione. In questo caso non è dovuto un risarcimento, ma un indennizzo.

#### Nesso di causalità
È il legame causa-effetto che deve legare la condotta con l'evento, nel senso che il danno deve essere causa diretta ed immediata dell'azione. Viene escluso dal fatto altrui, dalla forza maggiore e dal caso fortuito.

### Risarcimento
L'obbligo di risarcimento è la conseguenza del fatto illecito, che genera un'obbligazione.
Il termine di prescrizione, entro il quale il risarcimento deve essere richiesto, a pena di perdere tale diritto, è di cinque anni, secondo la legislazione italiana.
Il risarcimento è dovuto solo se esistono tutti gli elementi del fatto illecito, e se sono provati in giudizio dal danneggiato (il quale ha l'onere delle prova), a meno che si tratti di un caso di responsabilità oggettiva, (o meglio di colpa presunta) nel qual caso è il danneggiante ad avere l'onere della prova e quindi a dover provare di aver fatto tutto quanto a lui possibile per evitare il danno e che quindi il danno è avvenuto per cause a lui non imputabili. Al danneggiato basta provare la condotta, l'evento e il nesso di causalità.
Esistono due tipi di risarcimento: per equivalenza (colui che ha commesso il danno deve pagare una somma di denaro che vada a sanare il pregiudizio subito dal danneggiato) e per forma specifica.
Il reintegro in forma specifica può essere a sua volta di due tipi: o un reintegro in forma specifica (cioè colui che ha arrecato il danno deve ripristinare la situazione materiale antecedente al pregiudizio) o un reintegro pecuniario in forma specifica (cioè colui che ha commesso il danno deve consegnare una somma di denaro al danneggiato tale che questi possa ripristinare la situazione materiale antecedente al pregiudizio).

### Esempi
Ad esempio, sono fatti illeciti:
- il danno subito dal derubato
- il danno subito a causa di violazioni di specifiche norme giuridiche
- il danno subito dal soggetto truffato
- il danno morale subito dal diffamato
- il danno derivante da un incidente stradale